# Eric Baker
Eric Baker (* 22. September 1920; † 11. Juli 1976) war ein britischer Aktivist und Mitbegründer der Menschenrechtsorganisation Amnesty International (AI).

## Überblick
Er war der zweite Generalsekretär der Organisation und gründete die Organisation Campaign for Nuclear Disarmament. Baker war Mitglied der Religious Society of Friends (Quäker) und leitete zudem Quaker Peace and Social Witness, eine Organisation der Quäker in England zur Unterstützung und Umsetzung der Tugenden des Quäkertums.

## Leben und Werk
Als Pazifist verweigerte Baker den Kriegsdienst während des Zweiten Weltkrieges. In der Zeit des Krieges arbeitete er für die Famine Relief Kampagne, bei der er Spenden zum Versenden von Essenspaketen nach Europa sammelte und die Aufklärung der britischen Bevölkerung über die politische Situation unterstützte. Von 1946 bis 1948 leitete er ein Zentrum der Quäker in Delhi. Baker war Generalsekretär der National Peace Council von 1954 bis 1959.
Ende der 1950er Jahre und zu Beginn der 1960er Jahre unternahm Baker vier Friedensmissionen nach Zypern, wo er Berichte über den dortigen Friedensprozess schrieb. Während seiner Arbeit in Zypern lernte er Peter Benenson, den Gründer von Amnesty International, kennen und freundete sich mit ihm an. Sie erörterten politische, ethische und religiöse Angelegenheiten und leiteten zusammen das Projekt Appeal for Amnesty 1961, für das sie einige Unterstützer gewinnen konnten. Darüber hinaus korrespondierten sie gemeinsam mit Politikern und Vertretern der Medien und der Kirche. Baker half Benenson beim Recherchieren und Entwerfen seines Buches Persecution ’61 über Fälle von politischen Häftlingen, zu welchem Benenson bemerkte, dass es ohne diese Hilfe nicht entstanden wäre.
Der heute geläufige Ausdruck „politischer Gefangener“ geht auf Baker zurück und ist ebenso ein zentrales Anliegen von AI geworden wie seine Haltung, dass man Häftlingen, die keine Vertretung vor Gericht haben und in der Gefangenschaft Gewalt erfahren, unterstützen muss. Die deutsche Journalistin Carola Stern traf Baker im Juni 1961 auf einem Kongress für die Freiheit der Kultur zusammen mit Gerd Ruge. Sie berichtet: „....herein kam ein Engländer namens Eric Baker, das war ein Freund von Peter Benenson, dem Gründer von Amnesty International. Er erzählte uns von dieser neuen Organisation und wir beschlossen noch in der Nacht, die deutsche Sektion zu gründen.“
1966 wurde Baker Generalsekretär von AI. Die Organisation war zu dieser Zeit wegen Benensons Rücktritt als Präsident der Organisation in der Krise. Das Präsidentenamt wurde abgeschafft und Eric Baker wurde zum Generalsekretär gewählt. Baker musste die innere Stabilität der Organisation wiederherstellen und ihre Ziele neu festlegen. Bis zum Juli 1968, als Martin Ennals zum Generalsekretär ernannt wurde, wuchs die Zahl der AI-Gruppen wieder und mehr als zehn Prozent der politischen Gefangenen, derer sich die Gruppe angenommen hatte, kam frei. Baker war zudem Vorsitzender der britischen Sektion von AI, des „Amnesty-Unterkomitees für die Abschaffung von Folter“ und stellvertretender Vorsitzender des International Executive Committee of Amnesty. Er setzte sein Engagement für den Frieden im Sinne der Religious Society of Friends fort und richtete Sitzungen zu politischen Gefangenen und Folter bei dem jährlichen Treffen der Religious Society of Friends im Jahr 1974 in London und 1976 auf dem Triennial Meeting of the Friends World Committee for Consultation aus.